# Pelikanportrættet
Pelikanportrættet er et oliemaleri på et træpanel af Elizabeth 1. af England. Portrættet er opkaldt efter det pelikanvedhæng, som ses på Elizabeth 1.'s bryst, og det kunstneren bag værket tilskrives generelt til Nicholas Hilliard på baggrund af videnskabelige analyser og ligheder med hans andre værker.
Værket er dateret til omkring 1575 og befandt sig gennem mange generationer i Charlton House, i Earls of Suffolks besiddelse. I 1930 blev det solgt til E. Peter Jones, som senere donerede det til Walker Art Gallery i Liverpool, England.

## Beskrivelse
Værket blev malet omkring 1575, hvor dronning Elizabeth 1. af England var omkring 42. Værkets titel henviser til vedhænget på hendes bryst: a pelican in her piety. Hunpelikanen mentes at fodre dens unger med blodet fra dens egen krop, og pelikanen på vedhænget har sine vinger udstrakte og prikker på dens bryst. Dette skal forstås som en allusion til Elizabeth som en selvopofrende mor for den engelske nation, og dronningen var selv glad for pelikanens symbolisme.
I portrættet er Elizabeth 1. iført overdådige klæder og kunstfærdige smykker. På hendes højre overarm sidder en dekoreret armring. Hendes hovedbeklædning og velourkjole er udsmykket med sten og juveler, i særdeleshed store perler, et symbol på kyskhed og en forbindelse til Artemis, den græske mytologis gudinde for månen og kyskhed. To kirsebær på hendes højre øre kan muligvis hentyde til hende som en jomfruelig dronning. Frynserne i maleriets top over hendes hoved kan lede tankerne hen på en tronsal. En tudor-rose hylder hendes dynstiske linje, mens en fleur-de-lis fastholder hendes krav på den franske trone. Dronningens halsklæde og ærmer er udført i den engelske brodererstil blackwork, som er sort tråd på hvidt stof, i form af tudor-roser.

## Kunstner
Værket tilskrives Nicholas Hilliards (c. 1547–1619) arbejde, men dette er usikkert, selvom flere kilder mener, at tilskrivningen af kunstneren er så overbevisende, at man uden tøven anerkender Hilliard som kunstneren.
Elizabeth 1. sad som levende model for Hilliard over mange år fra begyndelsen af 1570'erne og fremefter, og kom så tæt på en udpeget officiel hofmaler som muligt. Han var instrumental i opbyggelsen af dronningens image som et dyds- og pragtikon. Hilliard er bedst kendt for sine miniaturer, men det vides også, at han har malet nogle større portrætter, hvoraf dette kan være et af dem.

Portrættet er blevet sammenlignet med et af Hilliards andre miniaturer af dronningen. I sit essay, The Art of Limning, bemærker han, at dronningen sad for ham i "et åbent stræde i en eventyrlig have". Hun foretrak at blive malet udendørs, da skyggerne havde mindre effekt.

## Teknisk analyse
En teknisk analyse af maleriet sammen med et andet af Elizabeth 1. fra samme periode, kendt som Føniksportrættet, blev gennemført i september 2010. Analysen konkluderede, at værkerne kom fra samme værksted. Træpanelerne, hvorpå værkerne er malet, kommer fra de samme to egetræer, og de to ansigtsmønstre er identiske spejlvendt.
Analysen opdagede også, at munden, næsen og øjnene på Føniksportrættet blev ændret og var først malet en smule lavere inden for ansigtets omrids, og at den nuværende blåtonede baggrund i Pelikanportrættet var tidligere end en lilla baggrund, som havde været malet ovenpå den blå, men senere fjernet.

## Historie
I 1801 var værket bogført på Charlton House i Wiltshire, i besiddelse af John Howard, 15th Earl of Suffolk, og der var en upålidelig historie i Howard-familien, at Elizabeth 1. havde givet værket til hans familie. Det gik som arvestykke gennem familien til Margaret Howard, Countess of Suffolk. Auktionshuset Spink & Son købte værket i 1930 på vegne af kunstsamler og oldermand E. Peter Jones. Han gav værket til Walker Art Gallery i Liverpool i 1945. Jones, fra Chester, havde været managing director for Mersey Ironworks Company og en Liberal-kandidat til Parlamentet.